# Kanton Kassel
Der Kanton Kassel war eine Verwaltungseinheit im Distrikt Kassel des Departements der Fulda im napoleonischen Königreich Westphalen.
Hauptort des Kantons und Sitz des Friedensgerichts war Kassel, die Residenzstadt des Königreichs. Der Kanton umfasste die Stadt Kassel und die beiden „Kolonien“ (Weiler) Philippenthal und Mommerode und hatte 21.538 Einwohner auf einer Fläche von 0,19 Quadratmeilen, etwa umgerechnet rd. zehn km².
Im März 1808 wurde der Kanton Kassel per Dekret von König Jérôme in zwei Kantone, oder Friedensgerichts-Bezirke, aufgeteilt. Der Kanton der Ober-Stadt umfasste die Napleonshöher-, die Frankfurter- und die Carls-Vorstadt. Der Kanton der Unter-Stadt umfasste die Holländische-, die Weser- und die Leipziger-Vorstadt sowie die Weiler Philippenhof und Mommerode. Die Grenze zwischen den beiden Kantonen war die Mitte der Hedwigstraße, des Gouvernementsplatzes, der Johannesstraße, bis dahin, wo sie auf die Straße hinter dem Marstall stieß, und die Mitte dieser Straße bis zum Marstallplatz. Der Marstall bildete hier die Grenze des Kantons der Ober-Stadt, und das Haus der Gebrüder Pedrazzino die des Kantons der Unter-Stadt.